# 藤原連貞
藤原 連貞（ふじわら の つらさだ、生年不詳 - 天延2年（974年））は、平安時代中期の貴族。名は連真・連直とも記される。藤原南家、上総介・藤原滋茂の子。官位は従五位上・尾張守。

## 経歴
村上朝初頭に三河権掾を務める。
のち、円融朝にて尾張守に任ぜられるが、天延2年（974年）正月頃より尾張国の百姓らに国司としての非法を訴えられ、5月になって連貞は解任され散位・藤原永頼と交替させられた。これは、国司苛政上訴の初見となっている。同年中に連貞は卒去したという。

## 官歴
- 天慶9年（946年） 10月28日：見三河権掾[5]
- 時期不詳：従五位上[6]
- 天延2年（974年） 5月23日：停尾張守[7]。日付不詳：卒去[6]

## 系譜
『尊卑分脈』による。
- 父：藤原滋茂
- 母：不詳
- 生母不詳の子女
  - 男子：藤原為章
  - 男子：藤原為元
  - 男子：慶円（944-1019）
  - 女子：藤原典雅室